# Muslu Nalbantoğlu
Muslu Nalbantoğlu (Amersfoort, 24 november 1983) is een Nederlands-Turkse voetballer die als verdediger speelt.

## Clubcarrière

### N.E.C.
De verdediger begon zijn carrière bij de amateurs van VV APWC uit Amersfoort, waarna hij zes jaar in de jeugdopleiding van Ajax zat. Via Elinkwijk kwam hij bij N.E.C. terecht, in de A1. Als bezitter van zowel een Nederlands als Turks paspoort werd hij enkele malen geselecteerd voor Jong Turkije. Het seizoen 2004/2005 was al begonnen toen de 20-jarige Nalbantoğlu bij de selectie van N.E.C. kwam. De rechtsback wist al snel een vaste plaats in de Nijmeegse formatie te verwerven. Na zijn debuut, op 1 oktober 2004 tegen RBC Roosendaal, speelde hij 25 van de 34 wedstrijden.
In het seizoen 2005/2006 speelde hij minder wedstrijden, waarvan de helft als invaller. In het seizoen 2006/2007 was Nalbantoğlu weer vaste basisspeler bij N.E.C., onder andere door het vertrek van Rob Wielaert naar FC Twente. Op 9 november 2007 maakte Moes zijn eerste doelpunt in de Eredivisie, tegen Heracles.

### Kayserispor
Vanaf de zomer van 2008 speelde hij voor het Turkse Kayserispor. Omdat Kayserispor zich niet hield aan de contractverplichtingen vertrok Muslu in oktober.

### De Graafschap
Met ingang van januari 2009 speelde hij voor de Graafschap. Voor deze club scoorde hij op 4 april 2010 tegen Go Ahead Eagles (3-2-overwinning) de winnende treffer. Zijn tweede competitiegoal droeg bij aan de promotie van de Graafschap naar de Eredivisie. Hij speelde daarna nog twee seizoenen voor de Graafschap en was twee seizoenen de aanvoerder van de Superboeren. In totaal maakte de rechtsback vijf competitiegoals voor de Graafschap. Hij verhuisde toen naar FC Oss. Voor deze club speelde hij 28 wedstrijden en maakte twee doelpunten.

### Amateurteams
Op 2 juli 2013 tekende Nalbantoğlu een tweejarig contract bij het Turkse Orduspor. In augustus liet hij zijn contract ontbinden. Op 1 februari 2014 maakte Go-Ahead Kampen bekend dat de voetballer per direct naar de club kwam. Diezelfde dag nog maakte Nalbantoğlu zijn debuut tegen VV Berkum in de Zaterdag Hoofdklasse C. In juni stapte hij over naar AFC Quick 1890. Sinds 2018 speelt Nalbantoğlu weer voor VV APWC waar hij vanaf 2022 speler-trainer werd. In 2024 ging hij van het zondagteam van APWC naar VVZ '49 waar hij tevens de onder 19 gaat trainen.

## Clubstatistieken
| Seizoen | Club          | Competitie     | Competitie | Competitie | Beker | Beker | Internationaal | Internationaal | Overig | Overig | Totaal | Totaal |
| Seizoen | Club          | Competitie     | Wed.       | Dlp.       | Wed.  | Dlp.  | Wed.           | Dlp.           | Wed.   | Dlp.   | Wed.   | Dlp.   |
| ------- | ------------- | -------------- | ---------- | ---------- | ----- | ----- | -------------- | -------------- | ------ | ------ | ------ | ------ |
| 2004/05 | N.E.C.        | Eredivisie     | 25         | 0          | 0     | 0     | 0              | 0              | 0      | 0      | 0      | 0      |
| 2005/06 | N.E.C.        | Eredivisie     | 18         | 0          | 3     | 0     | 0              | 0              | 4      | 0      | 25     | 0      |
| 2006/07 | N.E.C.        | Eredivisie     | 33         | 0          | 2     | 0     | 0              | 0              | 2      | 0      | 37     | 0      |
| 2007/08 | N.E.C.        | Eredivisie     | 32         | 1          | 1     | 0     | 0              | 0              | 6      | 0      | 39     | 1      |
| 2008/09 | Kayserispor   | Süper Lig      | 0          | 0          | 0     | 0     | 0              | 0              | 0      | 0      | 0      | 0      |
| 2008/09 | De Graafschap | Eredivisie     | 12         | 0          | 1     | 0     | 0              | 0              | 5      | 0      | 18     | 0      |
| 2009/10 | De Graafschap | Eerste divisie | 34         | 1          | 1     | 0     | 0              | 0              | 0      | 0      | 35     | 0      |
| 2010/11 | De Graafschap | Eredivisie     | 15         | 3          | 0     | 0     | 0              | 0              | 0      | 0      | 15     | 3      |
| 2011/12 | De Graafschap | Eredivisie     | 15         | 0          | 2     | 0     | 0              | 0              | 0      | 0      | 17     | 0      |
| 2012/13 | FC Oss        | Eerste divisie | 28         | 2          | 1     | 0     | 0              | 0              | 0      | 0      | 29     | 2      |
| Totaal  | Totaal        | Totaal         | 212        | 7          | 11    | 0     | 0              | 0              | 17     | 0      | 240    | 7      |

## Na zijn carrière
In juli 2017 werd Nalbantoğlu teammanager bij N.E.C.